# Nunobiki Herb Garden

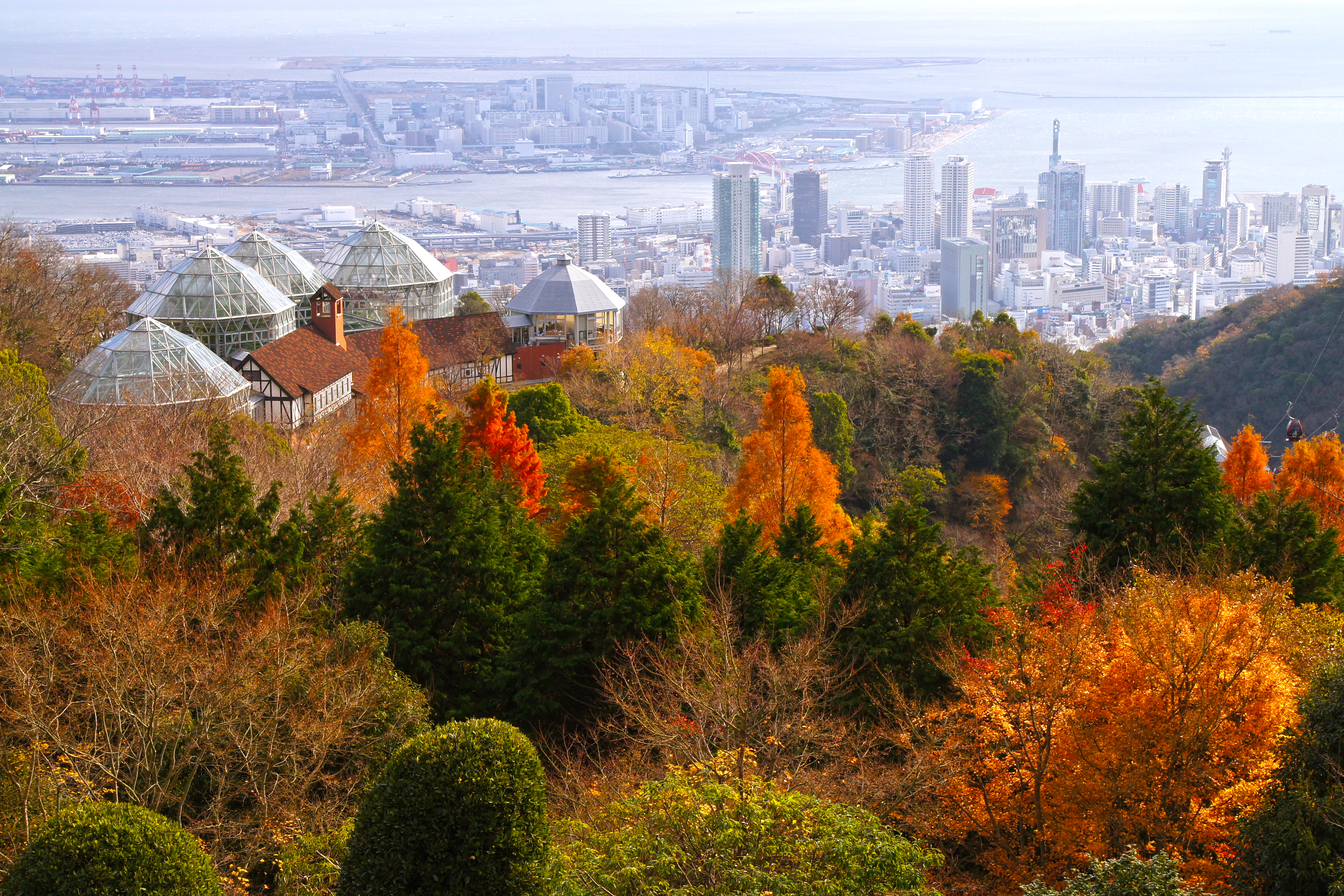
Nunobiki Herb Garden Dezember 2012

Der Nunobiki Herb Garden (japanisch 布引ハーブ園, Nunobiki Hābu-en) ist ein von der Stadt Kōbe geführter Kräutergarten auf dem Berg Rokkō im Setonaikai-Nationalpark, oberhalb der Stadt Kōbe. Die Anlage kann mit der Shin-Kōbe-Ropeway Seilbahn erreicht werden und bietet eine weite Sicht über die Stadt und das Meer.

## Geschichte
Der Nunobiki Herb Garden wurde am 23. Oktober 1991 eröffnet. Bevor er oberhalb von Kōbe entstand, war durch sintflutartige Regenfälle im Jahr 1967 ein Teil des Hangs abgestürzt. Deshalb war eine der Voraussetzungen für die Entstehung des Parks, dass er katastrophenresistent sein sollte. Für die Bepflanzung war es außerdem wichtig zu beachten, dass die Kräuter und Blumen auch die in Japan relativ lange Regenzeit vertrugen und keine ausgeprägte Trockenheit benötigten. Um in der Natur lebende Vögel zu schützen, wurden auch Obstbäume gepflanzt und Nistkästen angebracht.
Im Nunobiki Herb Garden, dem größten Kräutergärten Japans, können rund 75.000 Kräuter- und Blumenarten bewundert werden. Der Schwerpunkt liegt allerdings auf den Kräutern, die im täglichen Leben von Nutzen sind.

## Beschreibung

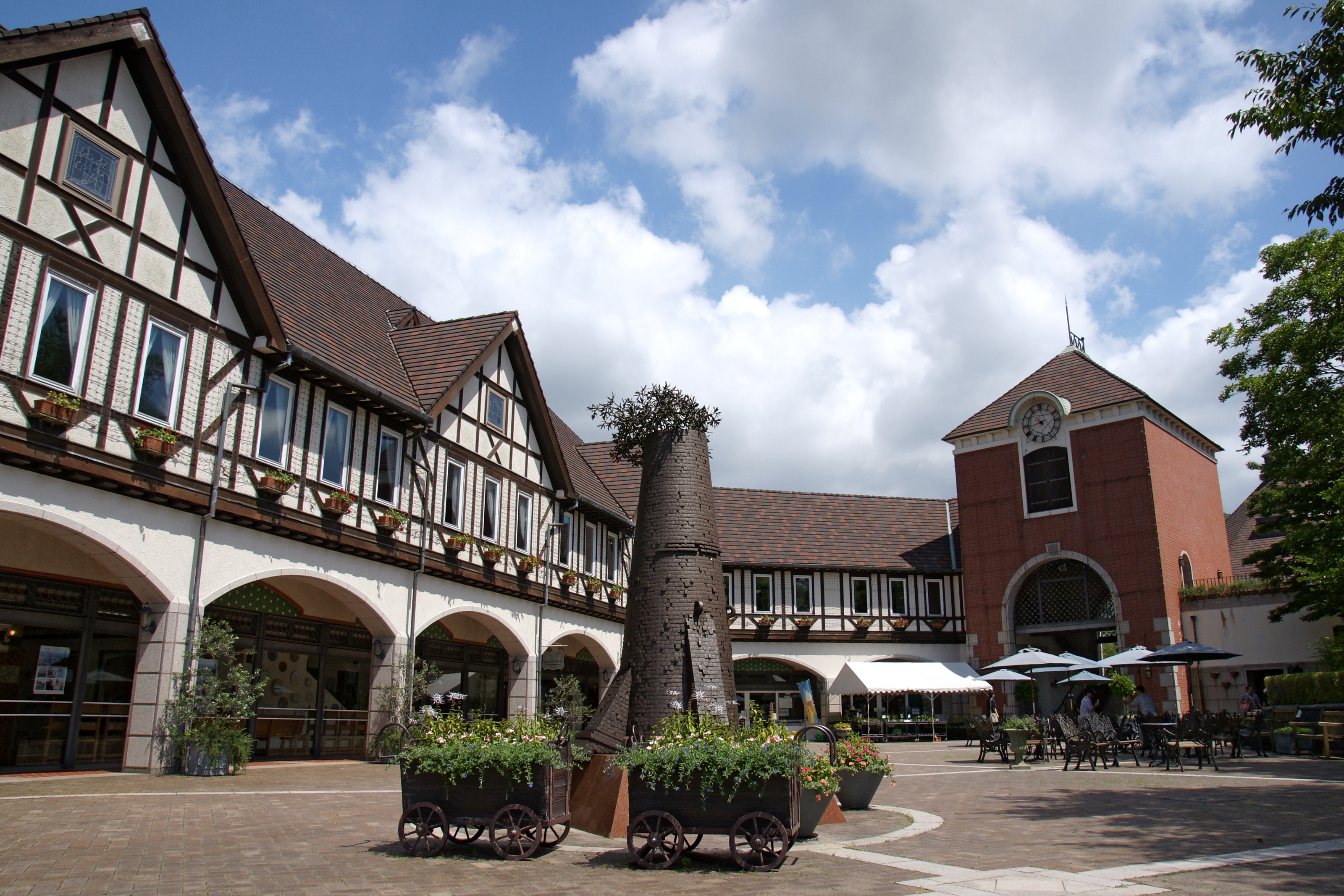
Welcome Garden

Das weitläufige Terrain von 40 Hektar ist in zwölf unterschiedlich benannte Gartenbereiche eingeteilt, die verschiedenen Themen gewidmet sind.
Im Welcome Garden (Willkommen Garten) blühen verschiedene Kräuter und Blumen in allen Jahreszeiten. Er ist umgeben von einem Burgtor und einem Rasthaus, dessen architektonisches Vorbild die deutsche Wartburg ist. Über 60 vorwiegend englische Rosen blühen im Rose Symphony Garden (Rosen-Symphonie-Garten). An eine europäische Landschaft soll der Bereich Fragrant Garden (Duft-Garten) erinnern, durch den ein Steinweg führt. Das Herb Museum (Kräutermuseum) umfasst rund 100 Kräutersorten und informiert über deren Verwendung. Weitere Kräuter sind im Kitchen Garden „Potager“ (Küchengarten „Potager“) zu finden. Dieser Gartenbereich ist im Sinne eines praktischen Küchengartens gestaltet und besteht aus gemischten Bepflanzungen mit Gemüse und Kräutern. Im Glasshouse (Gewächshaus) gibt es hauptsächlich tropische Pflanzen, es duftet nach Gewürzen und Früchten und dort gibt es auch ein farbenfrohes Wandblumenbeet. Im Juni ist der Lavendel Garten eine besondere Attraktion, da in diesem Monat eine Lavendelpflückaktion stattfindet. Nach den Jahreszeiten angeordnete Kräuter und Blumen empfangen einen im Vier-Jahreszeiten-Garten.

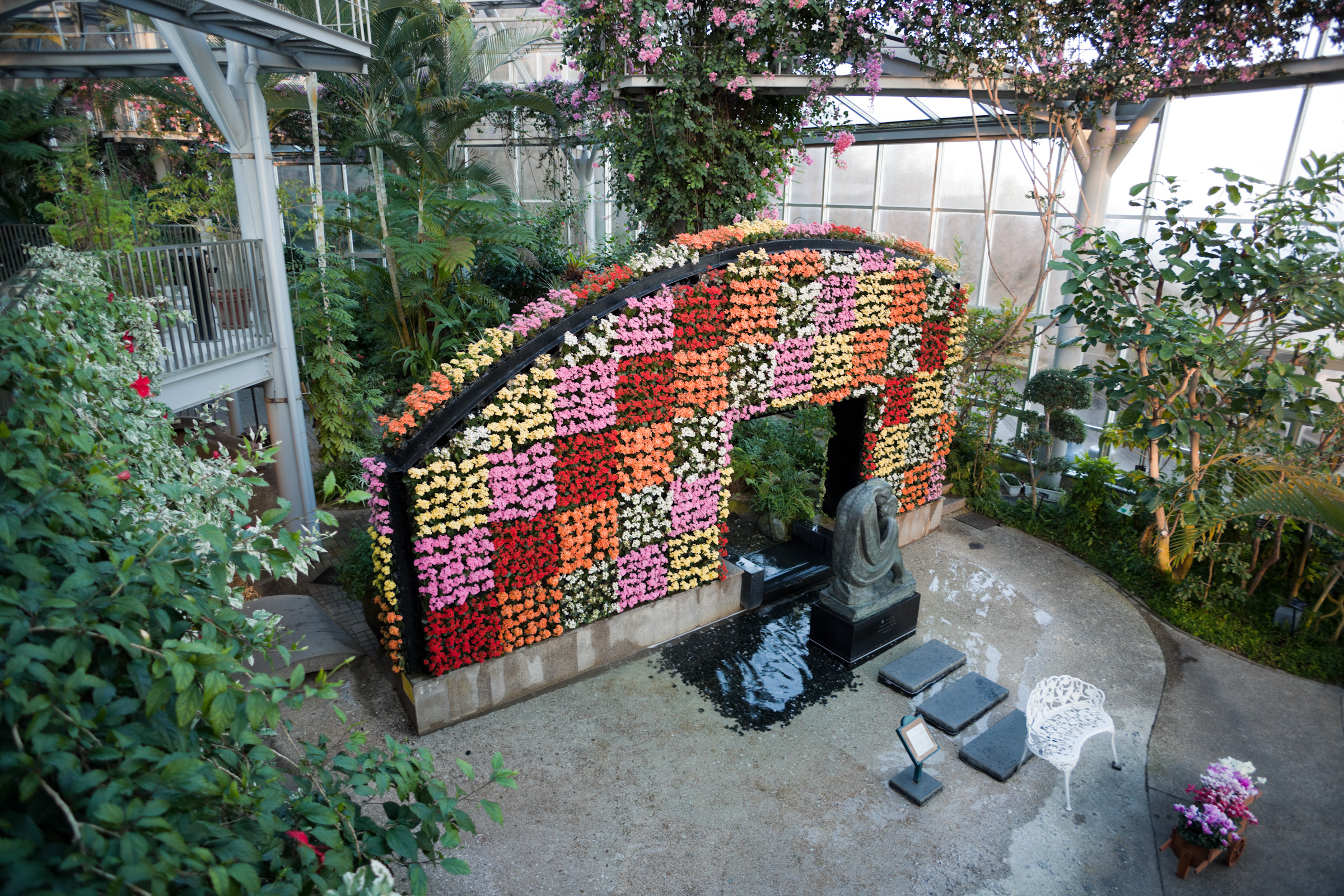
Wandblumenbeet im Glasshouse

Wasser spielt eine besondere Rolle im Waterfall Patio (Wasserfall-Terrasse), einem dem Nunobiki-Wasserfall nachempfundener Bereich der Anlage, dessen Blumenbeet einem Wasserfluss nachempfunden wurde. Am Wasserufer leben unter anderem auch Laubfrösche.
Im Orientalische Garten werden Nutzpflanzen kultiviert, die in Japan und Asien heimisch sind und der Verwendung in Lebensmitteln, Medikamenten und Kunsthandwerk dienen.
Im Sommer können im Liliengarten blühende Lilien gerochen und bewundert werden. Der zwölfte und letzte Teil des Nunobiki Herb Gardens ist der Kaze no Oka Flower Garden mit bunten saisonalen Blumen und Kräutern, die auf einem Hügel verteilt sind. Von dort gibt es einen Ausblick über die Stadt Kōbe.

## Wissenswertes

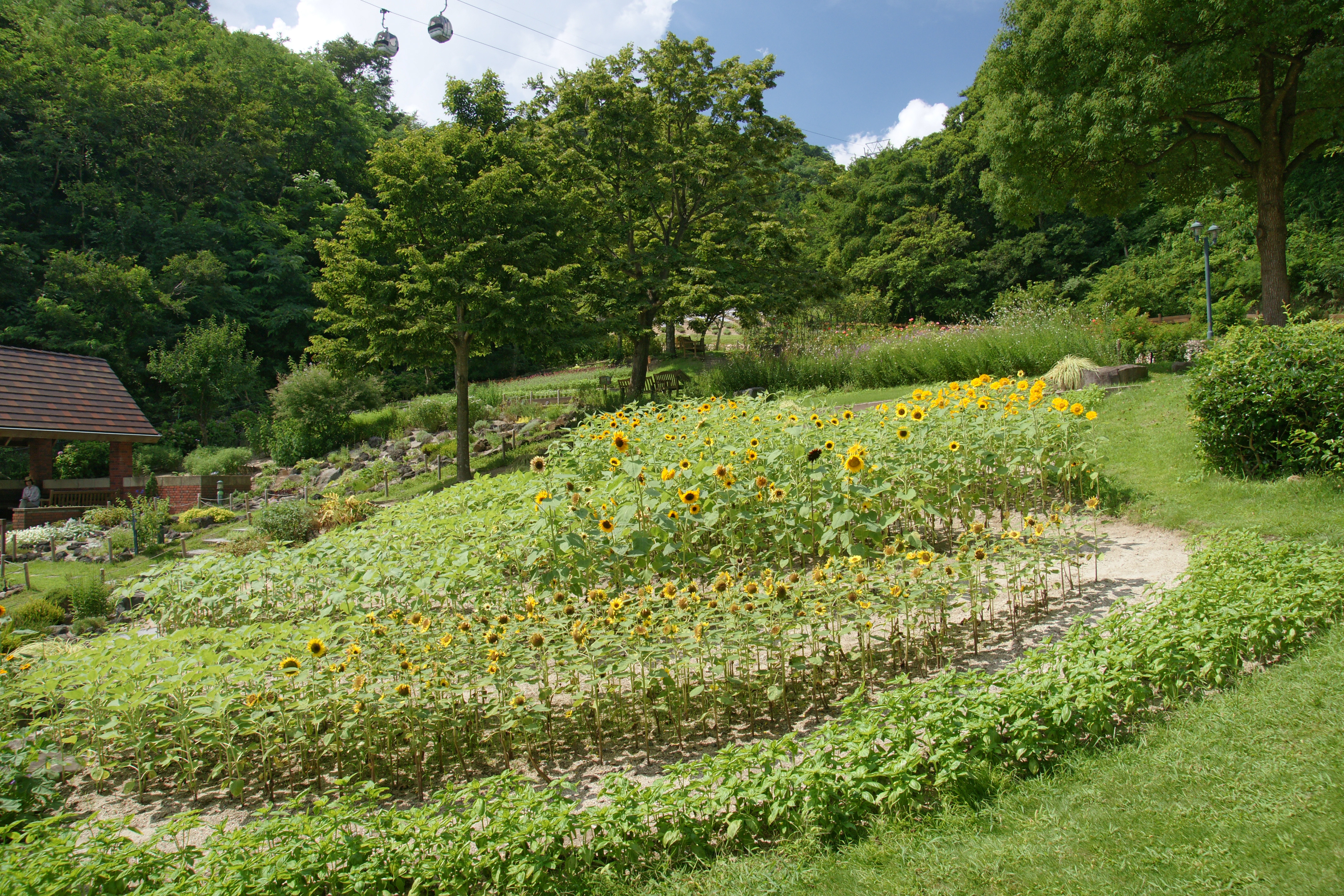
Kräutergarten

Die Blütezeit aller Pflanzen ist auf der Website des Kräutergartens angezeigt. Dort finden sich auch Informationen über die vorhandene Flora: Unter anderem findet man in der Anlage Salbei, Sonnenblumen, Rudbeckien, Rhododendren, Fuji Bakama, Gaura, Chinaschilf, Echte Kamille, Schnittlauch, Basilikum, Silber-Perowskie, Fuji Bakama, Kosmeen, Safran und Rosmarin. Im Gewächshaus sind unter anderem auch Mango, Bananen, Ceylon-Zimtbaum, Selenicereus undatus, Passiflora edulis mit Passionsfrüchten zu bewundern.

## Besichtigung
Die Öffnungszeiten des Nunobiki Herb Garden variieren je nach Jahreszeit. Die Anlage kann jedoch täglich besucht werden. Der Eintrittspreis beträgt 2000 Yen für Erwachsene (Stand 2024), inklusive der Fahrt mit der Seilbahn, die zum Kräutergarten hinaufführt. Für Besuchende mit beschränkter Bewegungsfreiheit stehen Rollstühle zur Verfügung.
Täglich werden Führungen durch das Herb Museum angeboten. Interessierte können auch selbst Pflanzen im Gewächshaus pflanzen. Besondere saisonale Attraktionen sind die Blüte der Berg-Sakura (山桜, Berg-Kirschen) im Frühling, die Lavendelblüte, die Herbstfärbung und die Rosenblüte.
Die Anlage verfügt auch über ein Restaurant, in dem das Essen mit Kräutern aus dem Garten zubereitet und eigene Kräutertees angeboten werden. Außerdem bietet ein Café verschiedene Erfrischungsgetränke und Snacks und einen guten Blick über die Stadt Kōbe. Ein Geschäft mit Souvenirs und ein kleiner Konzertraum vervollständigen den Nunobiki Herb Garden.